# Volkswagen New Beetle
Volkswagen New Beetle je automobil iz njemačke marke Volkswagen i proizvodi se od 1998. godine. Facelifting je bio 2003. godine.
Od 2003. godine New Beetle postoji kao kabriolet.
- prije faceliftinga
- New Beetle RSi
- Facelifting kabrioleta
- Facelifting
- Facelifting